# Öppna landskap
”Öppna landskap” är en sång på svenska med text och musik av Ulf Lundell. Den gavs ut på albumet Kär och galen 1982 och har kommit att bli en av Lundells mest kända sånger.

## Bakgrund
Lars August Lundhs (1838–1916) vårsång "Hör hur västanvinden susar" har inspirerat Lundell, som inledningsvis helt följer denna tonsättning. Det har diskuterats om detta skall kallas plagiat eller citat.
Det öppna landskap som inspirerade Lundell att skriva sången är enligt hans egna uppgifter området kring byarna Genevad och Veinge sydost om Halmstad, där väg 117 gick på den tiden (den har senare ersatts av riksväg 15 som har en något annorlunda sträckning och går utanför byarna). En legend om att vad som avses var området kring Morups Tånge längre norrut i Halland har antagligen sin grund i att Lundell vid samma tid hyrde sommarställe i närheten.

## Utgivning
Låten finns också utgiven med Curt Haagers på albumet En spännande dag för Josefine (1982), och med Simons på albumet Novelty Accordion.
Låten kunde inte testas på Svensktoppen, eftersom programmet mellan juni 1982 och oktober 1985 låg nere. I november 2017 röstades dock sången in på listan genom omröstningen Lyssnarnas val.
1993 gav den irländska artisten Francie Conway ut en version på engelska (Open Landscape på skivan Something Borrowed).

## Kritik
Sångtexten kritiseras ibland därför att den delvis handlar om hembränd sprit, då en av textraderna lyder: ”Där bränner jag mitt brännvin själv och kryddar med johannesört”.

## Listplaceringar

### Ultima Thules version
| Lista (1994) | Position |
| ------------ | -------- |
| Sverige      | 4        |